# Готэм (премия)
«Готэм» (англ. Gotham Awards) —  американская независимая кинопремия, вручаемая с 1991 года.
Ежегодно вручается создателям независимых фильмов на церемонии в Нью-Йорке — городе, впервые прозванном Готэмом его уроженцем писателем Вашингтоном Ирвингом в номере журнала Salmagundi, опубликованном 11 ноября 1807 года. Премия является частью Independent Filmmaker Project (IFP) — крупнейшей по количеству участников организации в США, объединяющей независимых кинематографистов. Изначально была основана как средство демонстрации и чествования фильмов, снятых главным образом в северо-восточном регионе Соединенных Штатов. Две первые церемонии провёл актёр Чарлз Гродин.
Кандидаты на премию «Готэм» выбираются комитетами кинокритиков, журналистов, фестивальных программистов и кураторов фильмов.